# Tadeusz Materka
Tadeusz Materka (ur. 25 lutego 1927 w Łodzi, zm. 3 maja 2002) – polski działacz partyjny i państwowy, ekonomista, wicewojewoda piotrkowski (1976–1979), wojewoda rzeszowski (1979–1981), wiceprezes Najwyższej Izby Kontroli.

## Biografia
Syn Adama i Stefanii. Urodził się w 1927 roku w Łodzi, w rodzinie robotniczej, zdobył wykształcenie wyższe ekonomiczne. W latach 1950–1962 był kierownikiem działu, a następnie dyrektorem Przedsiębiorstwa Przemysłu Spożywczego w Łęczycy. W latach 1962–1963 był kierownikiem Powiatowego Inspektoratu Inwestycji w Prezydium PRN w Łęczycy. W latach 1963–1968 ponownie był dyrektorem Przedsiębiorstwa Przemysłu Spożywczego w Łęczycy. W latach 1966–1975 był prezesem komitetu powiatowego ZSL w Łęczycy. W latach 1968–1974 był prezesem Spółdzielni Ogrodniczej w Łęczycy, a w latach 1974–1975 był dyrektorem Oddziału Powiatowego Państwowego Zakładu Ubezpieczeń w Łęczycy. W 1975 roku objął fotel prezesa komitetu wojewódzkiego Zjednoczonego Stronnictwa Ludowego w Sieradzu, a w latach 1976–1979 był wicewojewodą piotrkowskim. 25 czerwca 1979 roku został powołany na stanowisko wojewody rzeszowskiego. W ostatnich dniach kwietnia 1981 został odwołany ze stanowiska wojewody w związku z przejściem do pracy w ZG CZR Spółdzielni „Samopomoc Chłopska”. W latach 1985–1991 pozostawał wiceprezesem Najwyższej Izby Kontroli, później przeszedł na emeryturę.
Odznaczony Krzyżem Komandorskim Orderu Odrodzenia Polski (1999) oraz Medalem za Długoletnie Pożycie Małżeńskie (1998).
Żonaty z Cecylią (1927–2012), pochowani zostali na Cmentarzu Komunalnym Północnym w Warszawie.